# Tana (rzeka w Kenii)
Tana – rzeka w Afryce, w całym swym biegu płynie przez obszar Kenii. Długość ok. 800 km, powierzchnia dorzecza ok. 68 tys. km². Wypływa w Górach Aberdare na zachód od miasta Nyeri, w pobliżu masywu Kenia. Przepływa przez tereny półpustynne i ostatecznie uchodzi do Oceanu Indyjskiego. Rzeka jest silnie przekształcona: wykorzystywana do nawadniania, w górnym biegu wyzyskiwana energetycznie (elektrownie wodne o mocy do 1000 MW, dostarczające łącznie 2/3 energii elektrycznej Kenii), w dolnym biegu rzeki zdatna do żeglugi.
W zlewni występują poważne problemy ekologiczne: wskutek zmian klimatu, zmienia się struktura upraw (z uprawy herbaty na uprawy kukurydzy i strączkowych, znacznie silniej degradujące gleby), co prowadzi do wzmożonej erozji, a w konsekwencji zamulenia zbiorników i pogorszenia jakości wody).
Większe miasta nad rzeką: Garsen, Kipini, Garissa.